# Palazzo Medolago Albani (Carvico)
Il Palazzo Medolago Albani si trova a Carvico ed è sede municipale.

## Storia
Le importanti ristrutturazioni risalenti al XIX e XX secolo, no hanno permesso una ricostruzione precisa sulle origini del palazzo che andrebbero fatte risalire al XVII secolo. Il palazzo fu edificato come edificio padronale, nella parte più a ovest, come indicherebbe il locale ghiacciaia posto nella parte più a nord del lato occidentale della struttura. 
Il palazzo e l'area adiacente sono stati oggetti d'importante riqualificazione durante gli ultimi anni del Novecento, lavori ultimati solo nel 2011 ma che hanno ridato valore non solo alla struttura ma anche agli spazi antistanti.
Il palazzo era di proprietà della famiglia Medolago Albani che, essendo amante d'arte, lo avevano arredato con affreschi e quadri nonché mobili di valore.Inizialmente l'abitazione era dedicata alla villeggiatura e indicata come Casa Albana. La struttura la identifica come casa colonica dei figli di Girolamo Albani: Alessandro, Giacomo e Guardino, rimanendo poi proprietà del figlio, il conte Alessandro. Passarono poi al di lui figlio con usufrutto alla vedova la contessa Rasini che morì proprio in questo palazzo l'8 settembre 1905.

### L'acquisto dell'amministrazione comunale
Alla morte del conte Alessandro Medolago Albani, il 4 novembre 1920 il palazzo, non avendo il conte eredi diretti, divenne proprietà dei fratelli e dei nipoti i quali decisero di alienarlo incaricando il dottor Giovanni Corvini milanese a seguire le pratiche e le offerte. Era allora da tempo che l'amministrazione comunale necessitava di nuovi locali iniziarono così le trattative tra gli amministratori e gli eredi per il suo acquisto inizialmente indicato al prezzo di 215.375 lire a fronte di un valore complessivo di tutta la proprietà, che si aggirava intorno a un milione di lire. La chiusura dell'accordo non fu certo facile, il mutuo di 200.000 lire non era sufficiente per l'acquisto, e neppure per l'adeguamento dei locali che sarebbero diventati uffici pubblici e scuole. Furono quindi venduti beni comunali. I problemi però non si risolsero facilmente, in quanto l'amministrazione voleva concludere l'acquisto direttamente con gli eredi, ma questi, avendo dato in gestione il compromesso col Corvini, e avendo quest'ultimo aggiunto una clausola gravante di ulteriori 7000 lire, portò alla dimissione del consigliere comunale Osvaldo Terzi il quale riteneva che nel preliminare questa ulteriore spesa non era presente e che il comune non aveva la possibilità economica di provvedere al suo pagamento. Con atto del 7 gennaio 1923 gli eredi Medolago Albani vendettero i beni direttamente al Corvini. Venne proposto al comune un periodo di affitto dei locali, cosa che non fu accettata dagli amministratori che ritenevano di aver adempiuto agli obblighi firmati dal atto del 14 novembre 1922 avendo versato già 5000 lire e che il saldo sarebbe dovuto esser pagato entro il novembre del 1929 quando il comune avrebbe potuto provvedere grazie all'introito di alcune vendite. Grazie all'intervento anche del Ministero delle finanze che confermò la necessità dell'acquisto da parte del comune, fu possibile avere un prestito dalla Cassa depositi Prestiti. Il mutuo fu concesso dalla Banca Mutua Popolare di Bergamo con l'avallo dell'industriale Giovanni Tasca.
L'atto di acquisto fu firmato il 1º gennaio 1925 con il possesso entro 15 giorni. Il comune così divenne proprietario del palazzo con l'esclusione del parco e dei lati est, nord e ovest che rimasero al Corvini il quale obbligò la costruzione di un nuovo confine che ben dividessero le proprietà. Quando la banca volle il rientro del mutuo rivalendosi sul Tasca fu possibile ottenere un rinnovo del prestito. la questione dell'immobile e delle sedi sia degli uffici comunali, che della scuola materna con il saldo del mutuo proseguirono per anni fino al 14 giugno 1983 quando finalmente l'amministrazione divenne proprietaria unica di tutto il complesso. Iniziaroo così gli importanti lavori di ammodernamento e adeguamento che finirono solo negli anni Duemila.

### I restauri
Una prima ristrutturazione fu attuata nel 1740 e nel 1801 l'architetto Leopoldo Pollack ne fece uno studio per un ammodernamento sia della struttura che nei giardini, che comportò una importante modifica non solo della proprietà ma della parte urbanistica centrale di Carvico. Del suo studio resta un disegno. Il rifacimento interessava particolarmente la facciata a ovest che presenta tratti architettonici propri dell'architetto viennese. Il palazzo fu modificato completamente, furono demoliti edifici, venendo mantenuto solo la parte più antica conosciuta come casa Albana ma inglobata nei nuovo palazzo. Di questa parte rimangono poche tracce.

## Descrizione
Il palazzo è preceduto da un ampio viale. Si presenta con la forma a U a cui si accede dal viale posto a sud, mentre un ampio parco si presenta nella parte a monte. Un orologio è posto sul fronte superiore centrale. Centrale tre grandi aperture centinate che si ripetono sul piano nobile superiore. La trasformazione della proprietà da parte del comune con l'adeguamento dei locali per uso anche scolastico ha completamente rimosso quella che era la struttura precedente delle sale.